# Reichswalde
Reichswalde is een dorp in de Duitse gemeente Kleef. Op 31 december 2015 telde Reichswalde 2.481 inwoners op een oppervlakte van 4,74 km².
Reichswalde werd na de Tweede Wereldoorlog samen met Nierswalde (gemeente Goch) in het Reichswald gebouwd als gerooide nederzetting voor verdrevenen uit de voormalige gebieden van het Duitse Rijk in het oosten. Rond Operatie Veritable was in dit gebied zwaar gevochten. 
De Herz-Jesu-kerk werd gebouwd in 1956 en buitengebruik gesteld in 2018. 

## Afbeeldingen

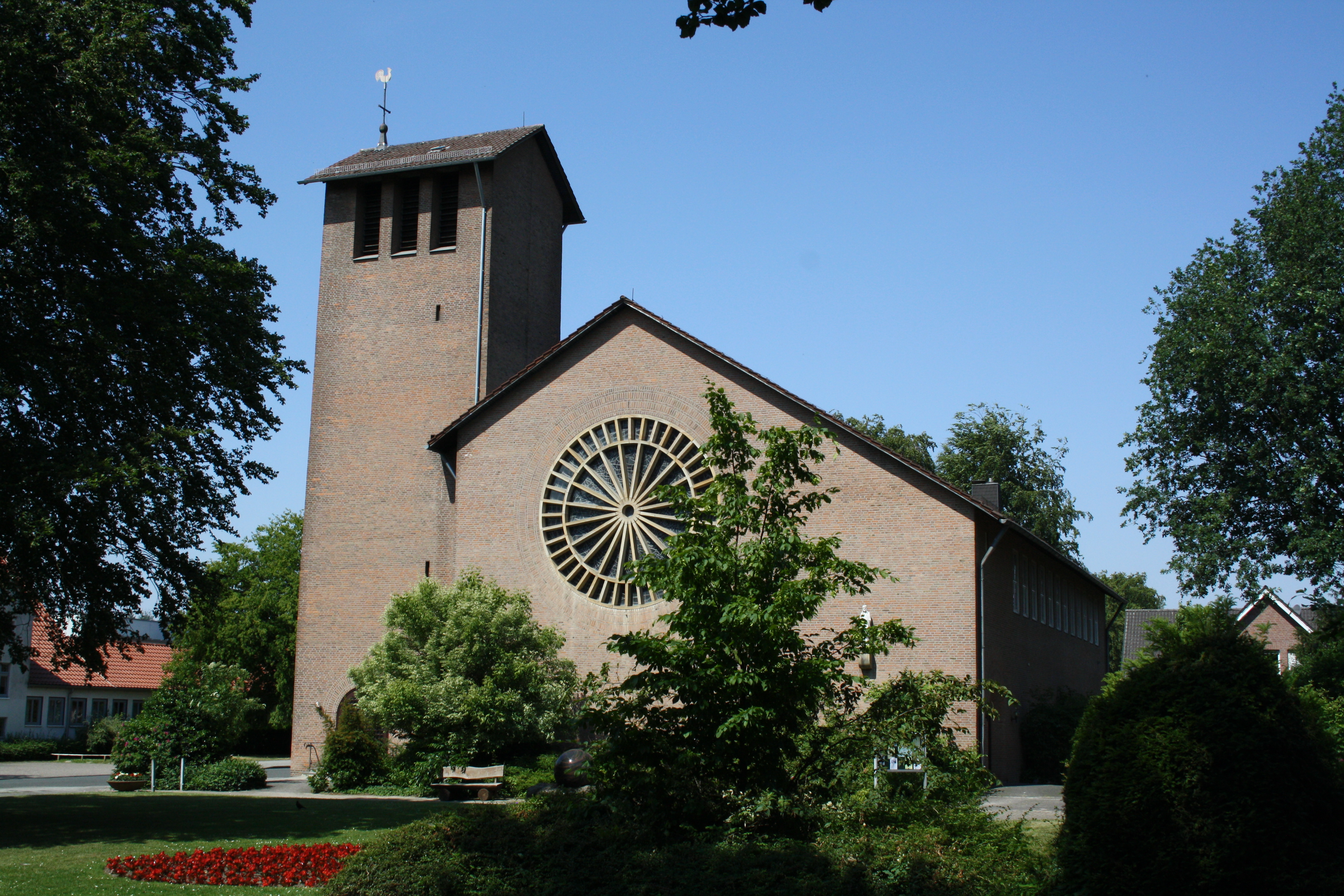
De Herz-Jesu-kerk
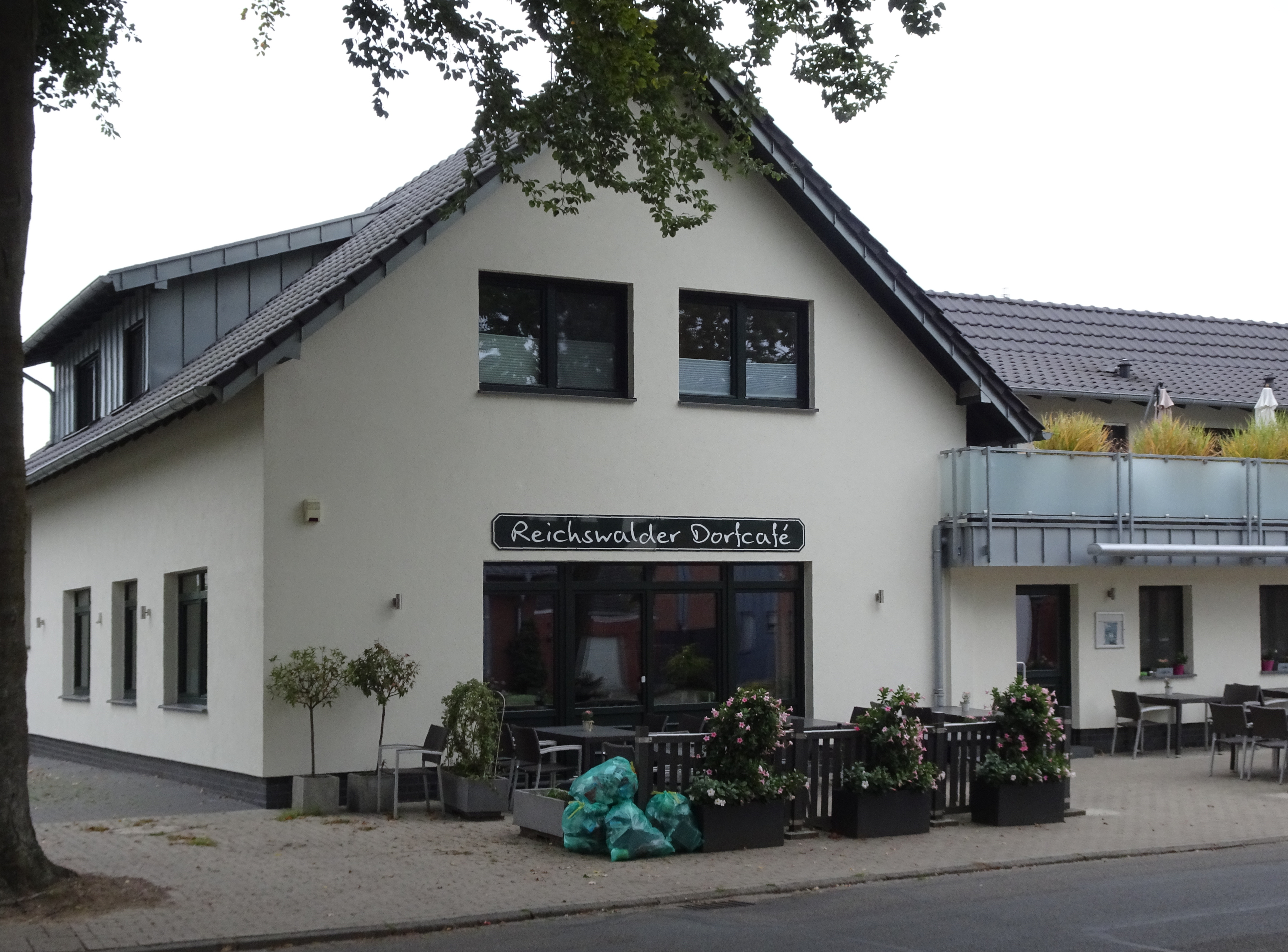
"Reichswalder Dorfcafé"
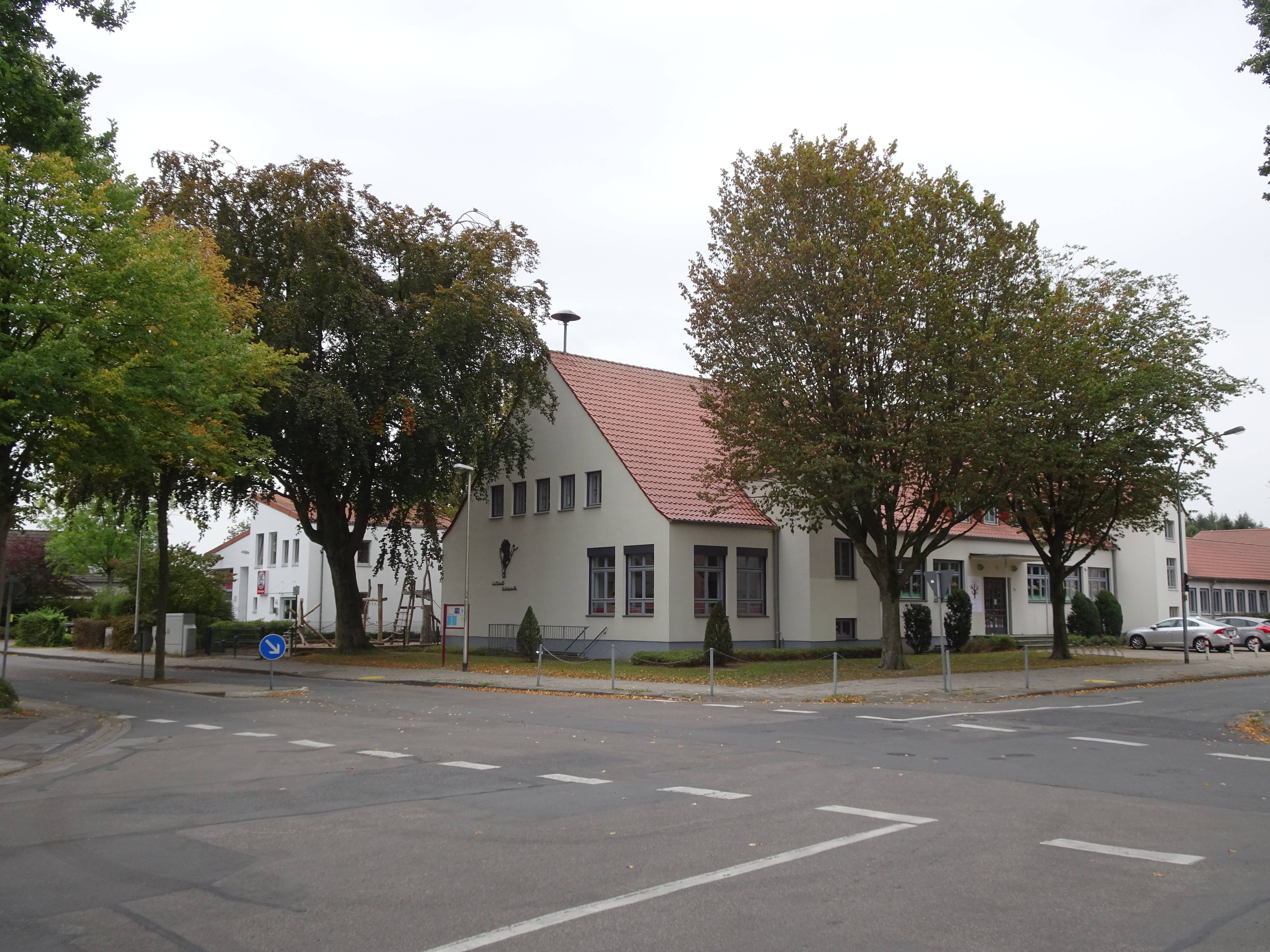
Basisschool
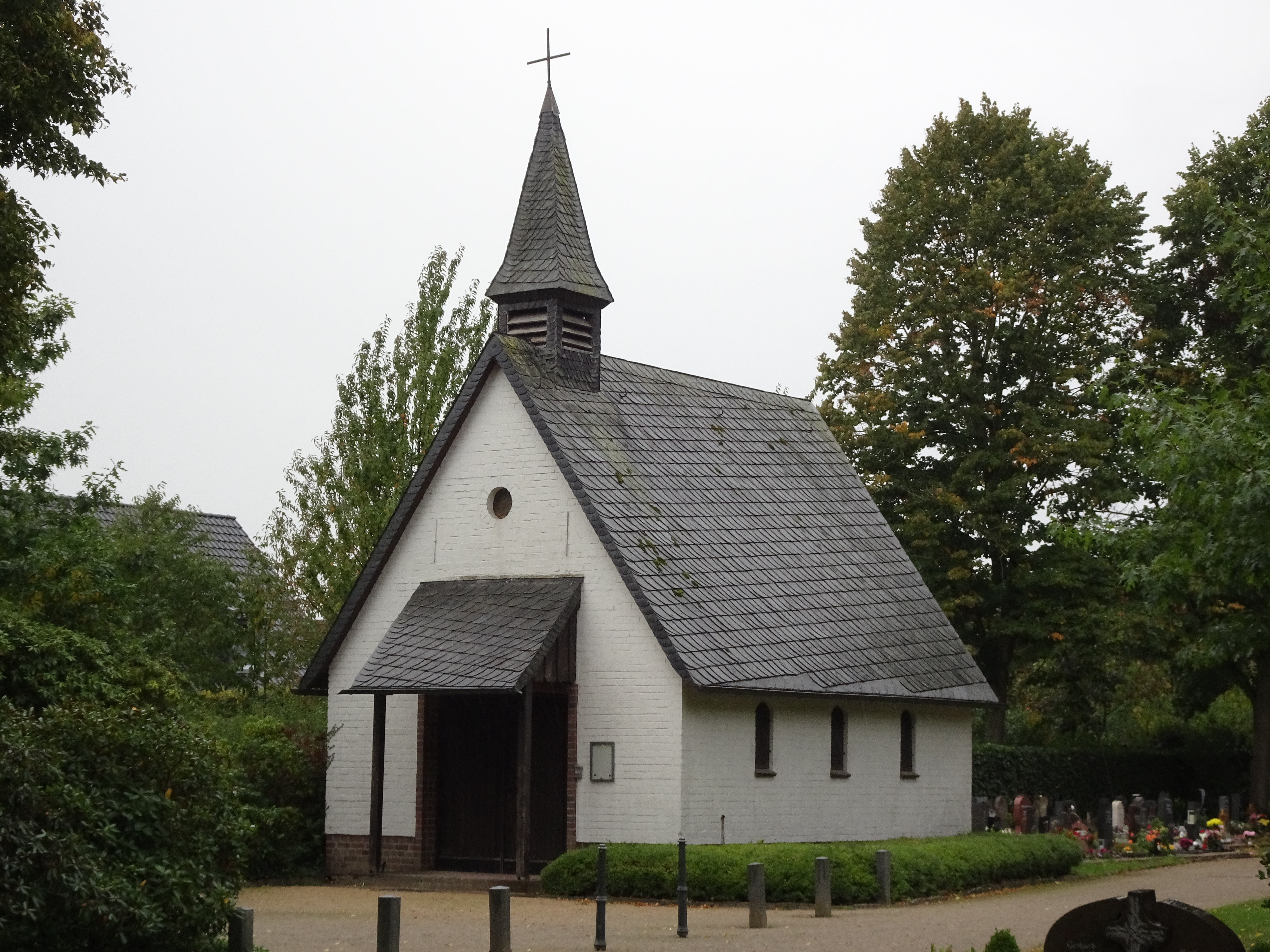
Friedhofskapelle
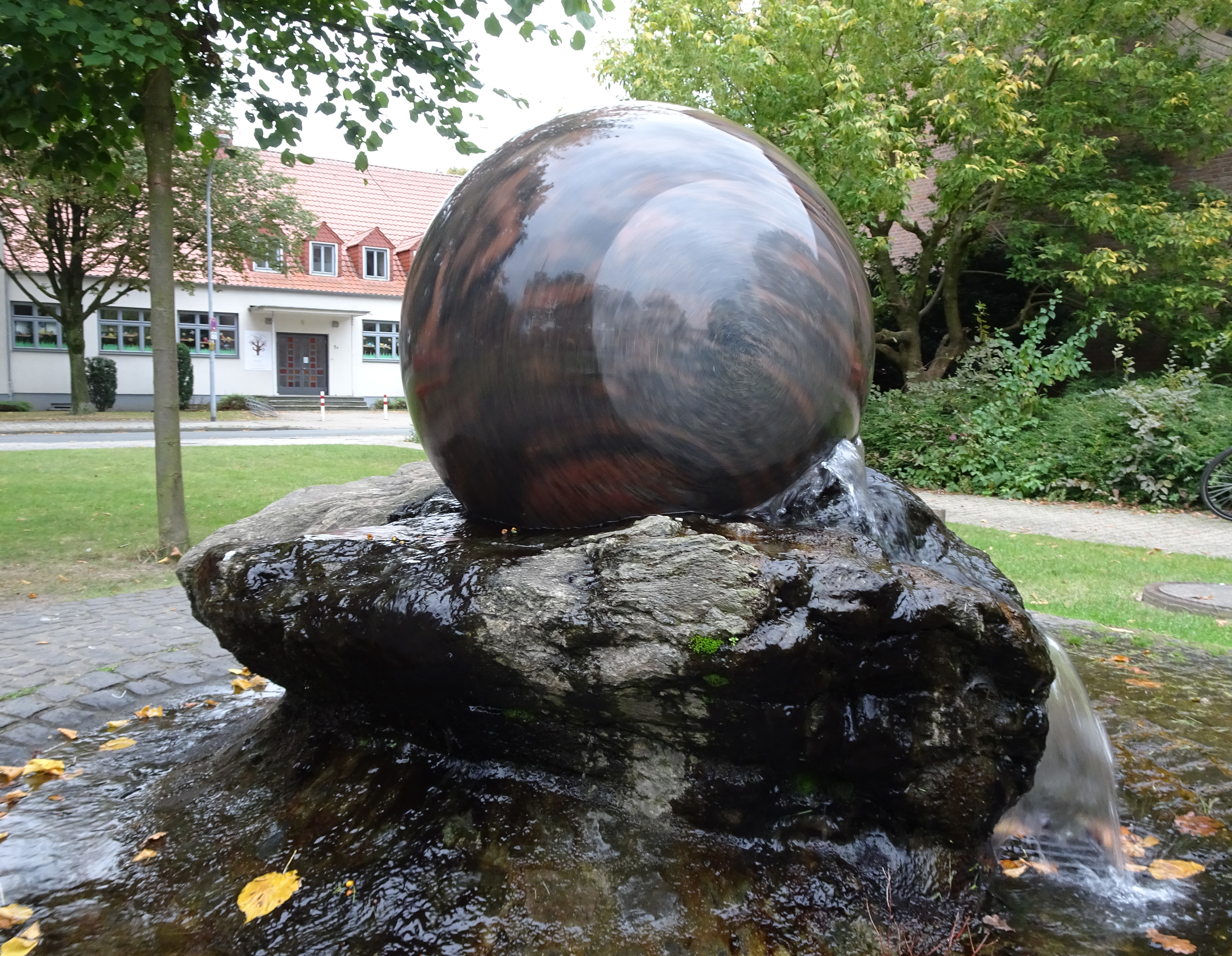
Fontein bij de kerk
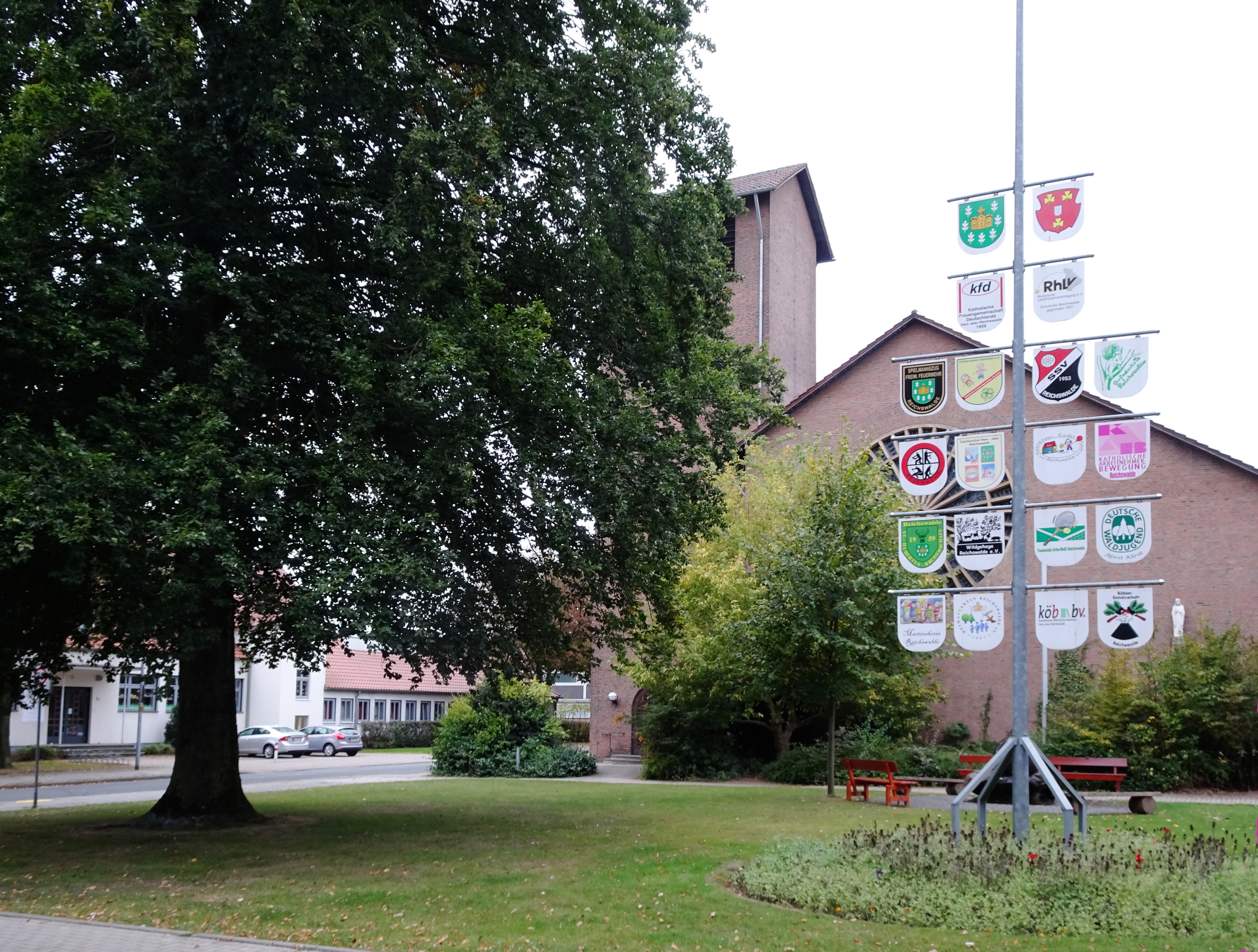
Gildemast voor de kerk